# Regierungsgebäude (Schaffhausen)

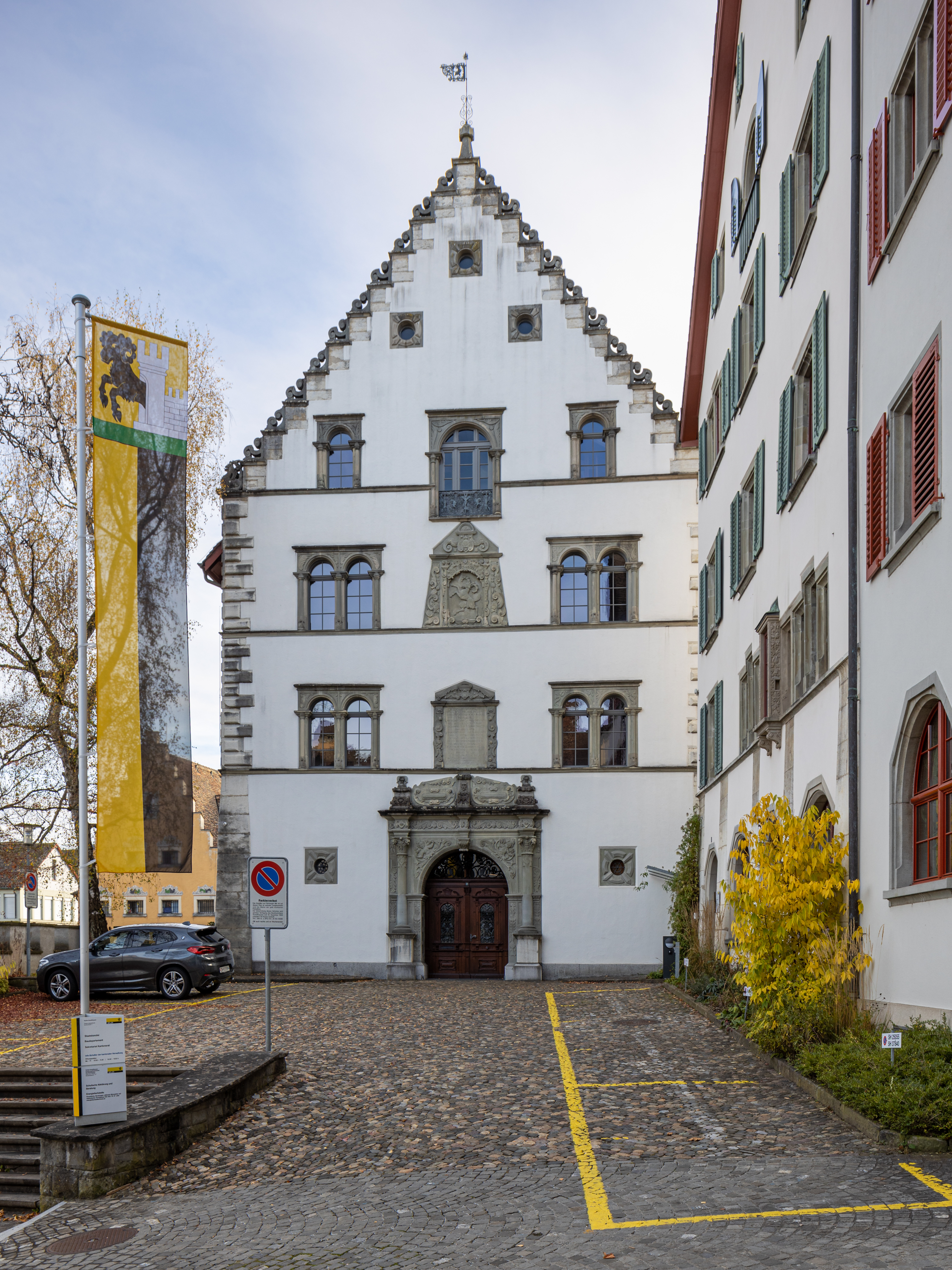
Beckenstube 7 ff. - Regierungsgebäude in Schaffhausen

Das Regierungsgebäude resp. Altes Zeughaus an der Beckenstube 7 im Klosterbezirk von Schaffhausen ist Sitz des Regierungsrats des Kantons Schaffhausen sowie der Staatskanzlei. Es grenzt an das Münster zu Allerheiligen an und stammt aus dem Jahre 1617.

## Baugeschichte
Das Gebäude wurde 1617 auf dem Platz eines Vorgängergebäudes nahezu vollständig neu als Zeughaus errichtet. 1854 erfolgte ein Umbau der Liegenschaft in eine Kaserne. Bereits 1887 baute man das Erdgeschoss in eine Gewerbehalle um. Der bisher grösste Umbau erfolgte in den Jahren 1912 bis 1914. Das Innere wurde vollständig als Sitz des Regierungsrats umgestaltet. Gleichzeitig wurden unter der Leitung des Architekten Karl Moser die beiden Erweiterungsbauten Beckenstube 3 und 5 errichtet. In ihnen sind heute ein Teil der kantonalen Verwaltung sowie das kantonale Gefängnis untergebracht. Da das Gefängnis nicht mehr dem heutigen (Stand 2011) Erfordernissen entspricht, bestehen Pläne, ein neues kantonales Sicherheitszentrum ausserhalb der Altstadt zu bauen. Die Liegenschaft an attraktiver Lage im Klosterbezirk der Altstadt Schaffhausens könnte als Wohnraum neu genutzt werden.

## Baubeschrieb
Die Renaissancefront mit betonter Mittelachse wird durch das wuchtige Portal dominiert. Über dem Portal hat sich der Architekt, Oberbaumeister Johann Jacob Meyer, in einer Namenskartusche verewigt. Darüber sind das Schaffhauser Standeswappen und ein Wahlspruch angebracht. Die Stufen des Treppengiebels sind mit Drachen- und Schneckenfiguren verziert. Der Brunnen im Hof stammt von Otto Kappeler. Den Verbindungsflügel schmückte Ernst George Rüegg mit dem Fresko «Auszug einer Schützengilde».